# Zest Airways
Zest Airways (voorheen: Asian Spirit) is een Filipijnse luchtvaartmaatschappij. Het werd opgericht in 1996. De thuishaven is Ninoy Aquino International Airport, Manilla. In september 2008 werd de maatschappij omgedoopt in Zest Airways na een overname door de Yao Groep eerder dat jaar. Net als alle andere Filipijnse maatschappijen stond Zest Airways vanaf 2010 op de zwarte lijst van de Europese Unie.

## Geschiedenis
Zest Airways werd opgericht als Asian Spirit in september 1995. De eerste vlucht vond plaats in april 1996. Bijna alle vluchten gingen op het begin vanaf Manilla. Asian Spirit was de eerste maatschappij die vluchten naar Godofredo P. Ramos Airport (Boracay) verzorgde. In 2003 werd Asian Spirit de vierde luchtvaartmaatschappij van de Filipijnen. Alleen Philippine Airlines, Cebu Pacific en Air Philippines waren nog groter.

### Naamswijziging in Zest Airways
Asian Spirit werd in maart 2008 verkocht aan AMY Holdings, van zakenman Alfredo M. Yao. Na de overname sprak Yao zijn interesse uit in een fusie met South East Asian Airlines (SEAIR). De twee luchtvaartmaatschappijen startten daarop gesprekken om een mogelijke fusie te bespreken. Yao zou daarbij zestig procent van de aandelen van SEAIR kopen. De fusie ging echter niet door als gevolg van de reacties van het management van SEAIR.
Op 30 september kondigde Asia Spirit een rebranding aan met een wijziging van de maatschappijnaam in Zest Airways. De naam is een verwijzing naar het belangrijkste onderdeel van de AMY Holding van Yao: sapfabrikant Zest-O. De officiële aankondiging van de naamswijziging volgde op de goedkeuring door de leiding van de luchtvaartmaatschappij en de Filipijnse Luchtvaart Autoriteiten.

## Incidenten

### Asian Spirit
- Op 7 december 1999 stortte Asian Spirit vlucht 100, een Let L-410, neer tussen Kasibu in Nueva Vizcaya en Cabarroguis in Quirino. Het vliegtuig was onderweg van Cauayan Airport in Cauayan City naar Manilla. Alle 15 passagiers en de 2 bemanningsleden kwamen hierbij om het leven. Door het incident werd de route Manila-Cauayan opgeheven[6][7]

- Op 4 september 2002 had Asian Spirit vlucht 897, een de Havilland Canada Dash 7 onderweg van Ninoy Aquino International Airport in Manilla naar Caticlan, problemen met het uitklappen van het rechterlandingsgestel. De piloot keerde uit voorzorg terug naar Manilla om daar een noodlanding te maken. Bij de noodlanding eindigde het vliegtuig naast de landingsbaan in het gras.
- Op 2 januari 2008 kwam Asian Spirit vlucht 321, een NAMC YS-11 turboprop onderweg van Manilla naar Masbate City, bij de landing op Masbate City airport achter de baan terecht door de sterke staartwind. Het vliegtuig had 43 passagiers en 4 bemanningsleden aan boord. Er waren geen gewonden, maar het vliegtuig had beschadigingen aan de neus, de rechterpropeller, de tank en het rechterwiel en het neuswiel.[8][9].

### Zest Airways
- Op 11 januari 2009 raakte Zest Airways vlucht 865, een Xian MA60, onderweg van Manilla naar Caticlan, bij de landing op Godofredo P. Ramos Airport te vroeg de grond, waarna het vliegtuig scherp naar links afboog en een betonnen muur raakte. Het vliegtuig liep hierbij ernstige schade aan de neus, landingsgestel en de propellers op. De 23 inzittenden en drie luchthavenmedewerkers raakten hierbij gewond.[10]

## Vloot
Op 4 september 2011 bestond de vloot van Zest Airways uit:
- 1 Airbus A319-100
- 6 Airbus A320-200
- 3 Xian MA60